# Brehy
Brehy és un poble i municipi d'Eslovàquia a la regió de Banská Bystrica, (en alemany Hochstätten, Hochstein oHohenmaut, en ungarès Magasmart).

## Història
La primera menció escrita amb el nom Mogosmorth de la vila data del 1283.

## Demografia
| Godina             | 1994 | 2004 | 2014   | 2024   |
| ------------------ | ---- | ---- | ------ | ------ |
| Nombre de persones | 0    | 1118 | 1052   | 977    |
| Diferència         |      | –    | −5,90% | −7,12% |

| Godina             | 2023 | 2024   |
| ------------------ | ---- | ------ |
| Nombre de persones | 997  | 977    |
| Diferència         |      | −2,00% |